# تدرج مألوف
التدرج المألوف (الاسم العلمي: Phasianus colchicus) (بالإنجليزية: Common Pheasant)‏ هو طائر من فصيلة التدرجية. يرجع اصلها إلى آسيا وأنتشرت على نطاق واسع في أماكن أخرى كطرائد.

## صفاته
يصل طول الطير البالغ إلى 50-90 سم طولا ويتمايز الذكر عن الأنثى، يتميزالديك بطول ذيله وألوانه المتعددة، أما الدجاجة فلها ألوان باهتة وأقصر ذيل. يتواجد الطائر في المناطق المشجرة، ويتغذى على الحبوب وأوراق الشجر. يستطيع الطيران لمسافات قصيرة وتبلغ سرعته من 27 إلى 38 ميل في الساعة محدثا أزيزا تحذيريا.

## الصور

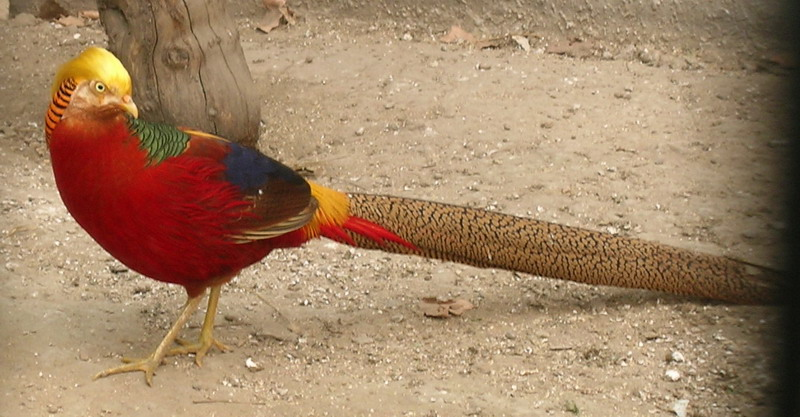
تدرج ذهبي

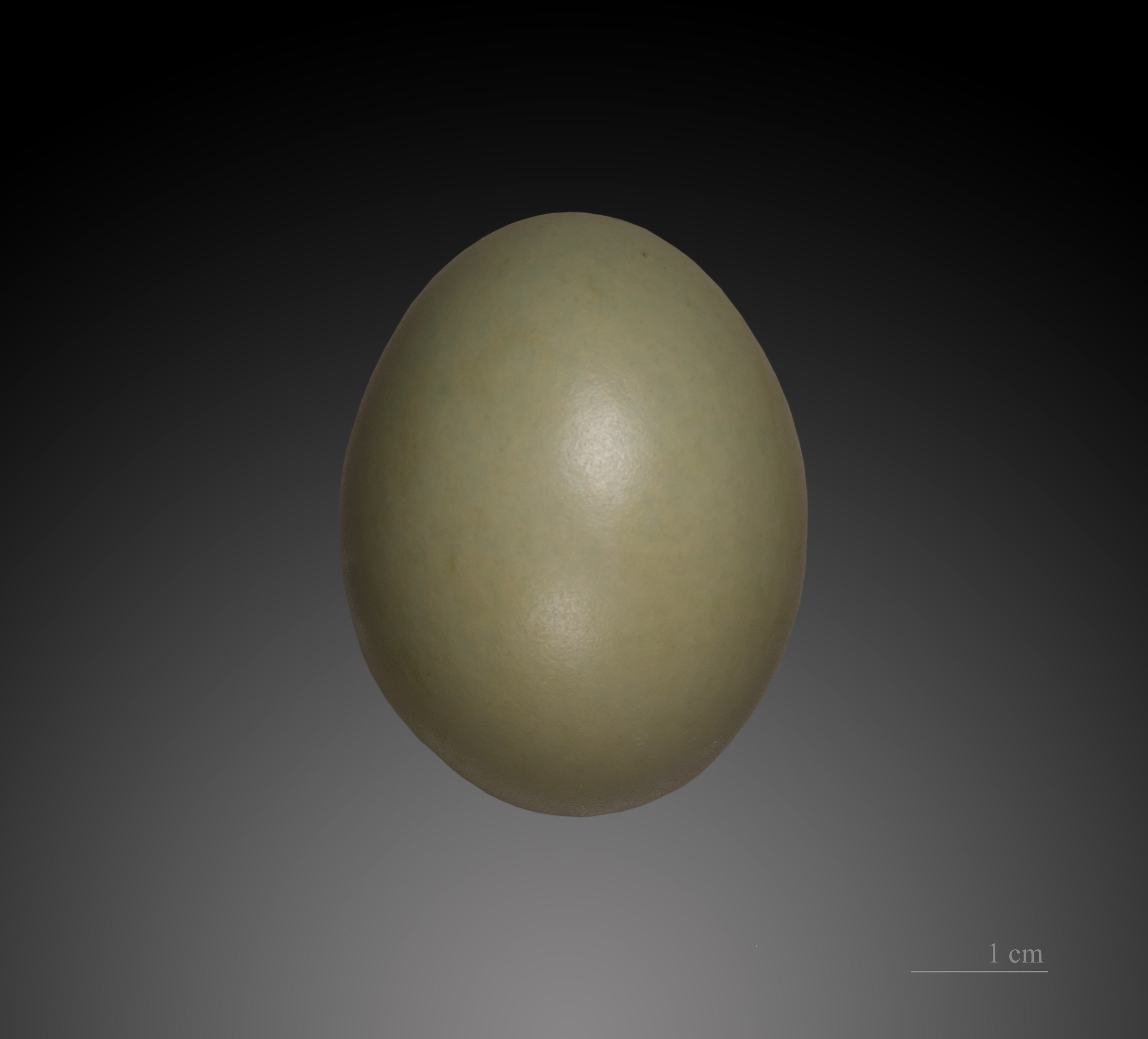
Phasianus colchicus